# Mureno Peak
Der Mureno Peak (englisch; bulgarisch връх Мурено wrach Mureno) ist ein 1000 m hoher, felsiger und größtenteils unvereister Berg im Süden der Trinity-Halbinsel des Grahamlands auf der Antarktischen Halbinsel. Er ragt zwischen dem Sjögren- und dem Boydell-Gletscher 5,18 km südsüdwestlich des Lobosh Peak, 16,9 km nordwestlich des Mount Wild, 7,15 km nordnordwestlich des Vetrovala Peak, 11,94 km nördlich des Draka-Nunataks, 10,34 km nordöstlich des Mount Hornsby und 7,22 km südöstlich des Seydol Crag im nördlichen Teil des Aldomir Ridge auf.
Die bulgarische Kommission für Antarktische Geographische Namen benannte ihn 2011 nach der Ortschaft Mureno im Westen Bulgariens.